# Beyond Good and Evil 2
Pour les articles homonymes, voir Beyond Good and Evil (homonymie).
Beyond Good and Evil 2 est un projet de jeu vidéo français édité par Ubisoft et codéveloppé par Ubisoft Montpellier, Ubisoft Sofia, Ubisoft Barcelone et Ubisoft Bordeaux. Préquelle de Beyond Good and Evil réalisée initialement sous la direction de Michel Ancel, le créateur du jeu original, le projet est officialisé aux UbiDays 2008, qui se sont déroulés au Louvre le 28 mai 2008. Le jeu est ensuite présenté au cours de la conférence Ubisoft lors de l'E3 2017.

## Développement

### Premiers concepts
La suite de Beyond Good and Evil était prévue dès le développement du premier épisode puisque la fin de celui-ci laissait le joueur sur un cliffhanger. Dans la première bande-annonce du jeu, on peut apercevoir deux protagonistes du jeu original, Jade et Pey'j, dans une zone désertique près d'un véhicule arrêté.
Alors qu'Ubisoft n'a pas encore donné son accord, Michel Ancel travaille avec un petit comité constitué d'une douzaine de personnes sur la préproduction du jeu. L'équipe souhaite rester dans la continuité du premier jeu au niveau de la variété des phases de jeu, de l'émotion dans le gameplay et des personnages attachants. Le thème du jeu devrait être l'avenir de la planète et le rapport aux animaux. Le joueur pourra rencontrer des animaux hybrides créés par les humains pour des raisons inconnues.
Le 27 mai 2010, une suspension voire une annulation du développement de Beyond Good and Evil 2 est évoquée. Ces informations ne sont pas officiellement démenties par Ubisoft : Michel Ancel était en effet retourné dans les anciens locaux montpelliérains de la firme (surnommés « le Mas ») afin de créer Rayman Origins avec une équipe réduite.
Le 21 novembre 2011, Michel Ancel annonce que le jeu est toujours en cours de développement mais qu'il ne sortira probablement pas sur les consoles de jeux vidéo de septième génération (Xbox 360, PlayStation 3) comme initialement prévu et sortira sur les consoles de la huitième génération.
En mai 2012, Michel Ancel a confirmé que le jeu était en phase de développement « actif », même s'il n'a pas précisé les consoles concernées, ni une éventuelle date de sortie.
En juillet 2013, Michel Ancel annonce que le jeu devrait sortir sur les consoles nouvelle génération (Xbox One et PlayStation 4) mais ne spécifie aucune date et ne donne aucune information sur l'avancée du développement. Christophe Heral est une nouvelle fois chargé de la musique du jeu.
Lors de l'E3 2014, Yves Guillemot confie au site IGN que la licence ne sera pas arrêtée et que les équipes d'Ubisoft y travaillent actuellement pour livrer un jeu de la meilleure qualité possible.
En juin 2015, quelques jours après l'E3 2015 où le jeu n'a une fois de plus pas été mentionné, le site IGN rapporte que Michel Ancel ne travaillerait plus sur Beyond Good and Evil 2 car il serait « très occupé » sur d'autres choses. L'article d'IGN est cependant supprimé quelques heures après, et Ubisoft insiste par la suite auprès du site Xbox Achievements sur le fait que Michel Ancel est toujours directeur créatif de plusieurs projets au sein d'Ubisoft Montpellier. Quelques jours après, le site PS4 France affirme que le jeu serait bel et bien en développement, preuve en étant le « play-test » auquel aurait participé un de ses collaborateurs dans les studios d'Ubisoft à Montreuil.
De nouvelles rumeurs sont apparues début 2016, selon lesquelles le titre serait maintenant financé par Nintendo pour une sortie en exclusivité sur Nintendo Switch, alors connu sous son nom de code « NX ». Le nom de travail du titre serait Beyond Good and Evilː The Prejudice of Philosophers.
Le 1er avril 2016, la marque Beyond Good and Evil est déposée auprès de l'Office de l'Union européenne pour la propriété intellectuelle.
Durant l'E3 2016, Yves Guillemot répond à une interview dans laquelle il mentionne : « Il arrive toujours. C'est quelque chose que vous verrez à un moment donné, oui. Michel [Ancel] travaille dessus. Il réalise deux jeux en même temps, avec Wild en simultané. Le projet avance, mais il a besoin de lui consacrer plus de temps pour qu'on puisse le voir plus tôt. »
En octobre 2016, Michel Ancel annonce que le jeu est désormais en préproduction, et en profite pour dévoiler des modèles 3D de personnages présents dans le premier opus.

### Officialisation du développement
Le jeu est officiellement présenté au cours de la conférence Ubisoft lors de l'E3 2017, avec la présentation d'un trailer. Le jeu prend place avant les événements du premier épisode.
En février 2018, Michel Ancel, par le biais du site web officiel du jeu, demande auprès de la communauté de joueurs, quel type d'environnements ils souhaiteraient découvrir en explorant l'univers de Beyond Good & Evil 2, alors que celui-ci permet au joueur d'incarner un pirate,. Le directeur de la création propose par la même occasion quelques idées telles qu'une base secrète de pirates cachée sur un astéroïde, un marché noir dans les bas-fonds d'une grande ville, une opération minière illégale, une vallée luxuriante abritant un temple sacré ou encore un territoire spatial inexploré abritant un trésor légendaire.
Un autre trailer est présenté à l'E3 2018, présentation durant laquelle fut annoncé le partenariat d'Ubisoft avec Hit Record, une plateforme permettant à tout un chacun de déposer du contenu (musique, graphiques...) que les développeurs pourraient être à même d'intégrer au jeu. Néanmoins, aucune console ni aucune date de sortie n'est encore annoncée, le concepteur, Michel Ancel, ne sachant rien lui-même à ce sujet.
En décembre 2018, à la suite de la diffusion d'un second gameplay en live, l'équipe de développement précise sur son forum qu'une connexion internet permanente sera nécessaire pour pleinement profiter du jeu. Cette annonce confirme l'intention des développeurs de privilégier un mode multi-joueurs ce qui ne tarde pas à susciter la colère d'une partie du public en attente.
Via un billet publié sur son blog, l'équipe du jeu annonce qu'elle ne sera pas présente à l'E3 2019 afin de pleinement se consacrer au développement du titre attendu. Néanmoins, un nouveau livestream diffusé sur Twitch, Facebook et YouTube est proposé le 5 juin 2019 pour donner des nouvelles de l'avancement du nouvel opus. Sont partagées à cette occasion des images inédites du jeu ainsi que des précisions sur la narration,.

### Changement de direction créative
En septembre 2020, Michel Ancel quitte Ubisoft et la production continue sans lui. Une enquête de Libération écrit que le développement a été jusqu'alors un « chantier chaotique et douloureux » avec un « directeur créatif aux méthodes toxiques ».
En février 2023, le studio Ubisoft Montpellier aurait annoncé à ses équipes que le directeur général Guillaume Carmona ne faisait plus partie du studio, alors qu'il aurait été l'objet d'une enquête sur le travail de la part des autorités gouvernementales françaises en raison des mauvaises conditions de santé d'un nombre important de développeurs. Le directeur de la création Jean-Marc Geffroy et le réalisateur Benjamin Dumaz ont été remplacés par les anciens réalisateurs associés Émile Morel et Charles Gaudron, respectivement, alors que le jeu est toujours en phase de préproduction plus de six ans après sa présentation officielle,.
Le 3 juillet 2023, l'équipe de production est endeuillée par la mort soudaine du directeur de la création du jeu, Émile Morel, âgé de 43 ans,.